# サイパン島同胞臣節を全うす
サイパン島同胞臣節を全うす（サイパンとうどうほうしんせつをまっとうす）は1945年に藤田嗣治が制作した、サイパンの戦いでバンザイクリフにおけるサイパン島民、傷痍軍人らの集団自決の光景を描いた戦争画である。藤田が描いた戦争画としてはアッツ島玉砕と並んで評価が高く、日本の戦争画の中でも優れた作品であると評価されている。

## 特徴

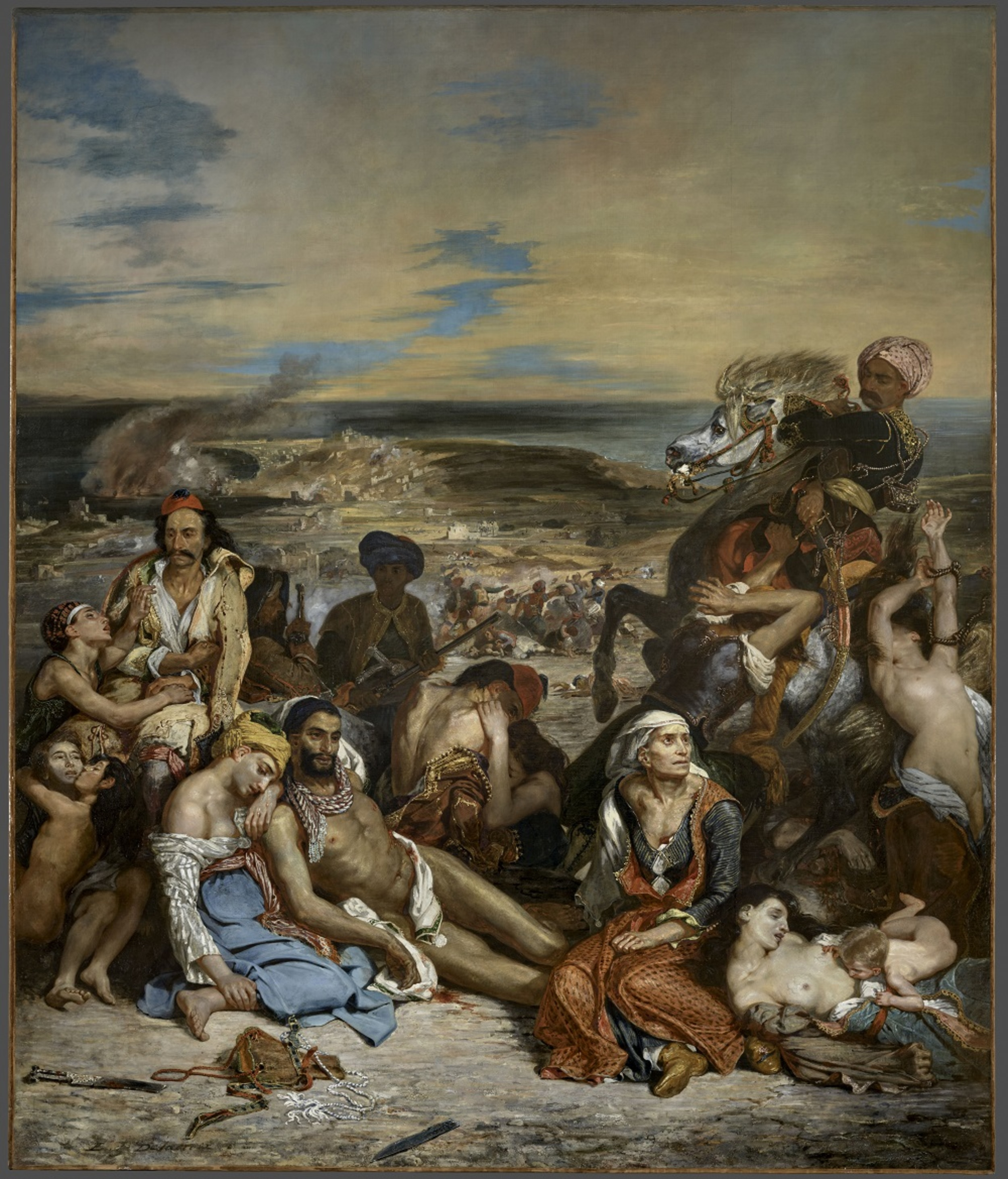
「サイパン島同胞臣節を全うす」のモデルの一つとなった、ドラクロワの「キオス島の虐殺」

「サイパン島同胞臣節を全うす」は、縦181センチメートル、横362センチメートルのサイズである。これは「アッツ島玉砕」など軍部から画材の供給を受けて戦時中に藤田が描いた、多くの戦争画のサイズである人物画の200号よりも横長である。これは軍部から供給されたキャンバスを、藤田が再加工した可能性が指摘されている。
画面は基本的にセピア色系の色彩でまとめられているが、画面中央付近の子どもが抱く日本人形、その右側の女性が髪を梳く櫛、そして画面右奥に見える日の丸が画面にアクセントを加えている。同じ玉砕を描いた「アッツ島玉砕」との大きな差としては、「サイパン島同胞臣節を全うす」は女性や子どもなど民間人や傷痍軍人を描いていることが挙げられる。藤田の描いた戦争画で民間人を中心に描いた唯一のものであり、また戦争画の中に多くの女性を描いたのも「サイパン島同胞臣節を全うす」のみである。
「サイパン島同胞臣節を全うす」では総勢約40名の人物が描かれている。画面下方には既に亡くなった数名の人物が描かれ、画面左側には日本刀を突き下ろしながら介錯を行おうとする男、頭に包帯を巻き銃を構える男性など、画面中央部には抱き合いながら刺し違えようと刃物を持つ女性たち、竹槍を持ちながら立つ女性、長い髪を梳る女性、人形を抱きながら前をじっと見る女の子、赤ん坊に乳を与える母親などが描かれ、画面右側には軍刀を杖代わりとして立つ傷痍軍人、今まさに切腹しようとする男性。銃口を口に咥えながら足の指で引き金を引こうとする男性、崖を前に頭を抱えながら赤ん坊を抱いた女性、祈り叫びながら崖に飛び込もうとする女性たち、そして既に飛び降りて頭を下に崖を落ちていく女性などが描かれており、全体として集団自決の場面を描いているが、流血そのものは描かれていない。それぞれの人物のデッサンのレベルは極めて高く、不自然なところは見られない。そして中景は欠けており、遠景として小さく小集団が点々と描かれ、遠くの丘には小さく日の丸が翻っている。
絵の右隅には「我身ヲ以テ太平洋ノ防波堤タラン」との標語が書き込まれた。これは後述のようにマリアナ諸島などの防衛の任を担った第31軍の標語であり、当時日本統治下にあり絶対国防圏とされた南洋の島々で唱えられていた。また藤田は標語の隣に当初、「嗣治謹画 2605」と漢字と皇紀を用いたサインをした。
絵の構成としては、「アッツ島玉砕」と同じくいくつかの三角形を積み重ねるように構成されており、これはヨーロッパ絵画の基本的構成法である。また自決のために多くの人物が持つ銃剣、日本刀、短刀などは画中で直線的なモチーフとして、うねるような人物描写と対照的な効果をもたらしている。そして人物描写の視点が画面中央部と下部では異なっており、中央部は観覧者から見てほぼ水平方向であるものが、下部に行くにつれて見下ろすような視点で描かれている。そのため画面下部の人物は傾いて見える画面から滑り落ちていくかのように見える。

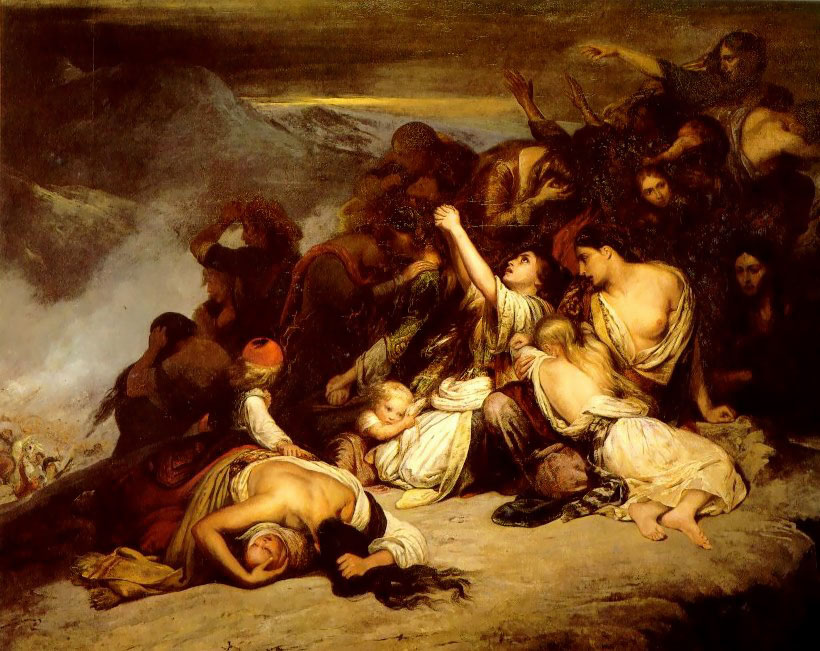
シェフェールの「スリオート族の女たち」も、「サイパン島同胞臣節を全うす」のモデルとなったと考えられている。

田中日佐夫は絵画を構成する個々の人物造形のモデルは、それぞれヨーロッパ絵画に求めることが出来るのではと評価している。藤田の初期の戦争画はモチーフの寄せ集めのレベルに留まっていたが、最後の戦争画である「サイパン島同胞臣節を全うす」では、独立して描かれても作品として十分に成立し得る人物像を高い構成力で組み合わせ、統一された作品として完成させている。
「サイパン島同胞臣節を全うす」のモデルとなった作品としては、まずウジェーヌ・ドラクロワの「キオス島の虐殺」が挙げられる。「キオス島の虐殺」はギリシア独立戦争時のトルコ軍による虐殺行為を描いた作品で、死を前にした人々の絶望感や悲嘆の表情や身振りを描き出している。またアリ・シェフェールの「スリオート族の女たち」の影響も認められる。この絵は敵に追い詰められ崖から身を投げるアルバニアの少数民族の女性たちを描いており、絵の題材が「サイパン島同胞臣節を全うす」と共通しており、描かれた女性のポーズにも類似が認められる。

## 制作に至る経緯
アッツ島玉砕制作後も藤田は精力的に戦争画を制作する。1943年12月の第二回大東亜戦争美術展には「ソロモン海域に於ける米兵の末路」、そしてニューギニアの戦いを題材とした「○○部隊の死闘 ニューギニア戦線」、昭和天皇の伊勢神宮参拝を描いた「天皇陛下伊勢の神宮に御親拝」、1944年3月の陸軍美術展には「神兵の救出到る」、ガダルカナルの戦いを題材とした「血戦ガダルカナル」、1944年11月の文部省戦時特別文展には「大柿部隊の奮戦」、「ブキテマの野戦」を出展する。
主戦場が日本から見て南方となったこともあり、「アッツ島玉砕」以降の藤田の戦争画はその多くが南方を舞台としたものとなる。「アッツ島玉砕」では日米両軍の死闘の光景に紫色の花を書き込んだが、「血戦ガダルカナル」には雷光を書き込むなど、記録や報道を超えた、「ありとあらゆる画題を総合した」傑出した戦争画を描こうとする藤田の制作上の努力が続けられた。
その一方で藤田は「アッツ島玉砕」を描いた1943年には、自画像やジャン＝フランソワ・ミレーの作品をモデルとした風景画「嵐」を制作する。藤田は公では時局に乗った戦争画を次々と発表していたが、同年の木村荘八への手紙には「明るい春の様な画はこの戦争がすんでから始めましょう」と書いていて、私的には身近な事物をテーマとした作品を制作していた。またこの年、藤田と親しく、日本洋画家会の長老格であった藤島武二が亡くなる。藤島は死を前に藤田に日本の洋画界のまとめ役になるよう依頼したという。藤島からの依頼もあって、藤田は前述の木村への手紙の中で、若手画家を牽引していく覚悟を述べていた。
1944年、藤田の身辺で大きな出来事が2つ起きた。まず1944年5月に文部省が断行した東京美術学校の改革によって、藤田に近い人材が一掃されたのである。この人事改革の一環として行われたと考えられる帝室技芸員の人事でも、藤田ら精力的に戦争画を描いてきた画家は排除された。この結果、藤田は美術界の体制主流派から外された形となり、大きな挫折感を味わった。
そして1944年の夏には戦況の悪化により、藤田は東京都麴町区麹町にあった自宅から、神奈川県津久井郡小渕村藤野（現相模原市緑区）へと疎開した。1944年夏から終戦までの間に、藤田の後を追うように藤野周辺に多くの画家が疎開してきた。藤田らは疎開先の家や近所の農家から野菜や牛乳を分けてもらい、世話になったお礼として絵をプレゼントしたりした。
このような戦争末期の情勢下の中、1944年秋に情報局は藤田たち画家に招集をかけ、戦争画制作に邁進するよう指示した。招集後の会食を終え、帰途についた藤田は宮本三郎に対し「この腕は大事なものになりますよ、宮本君」と呼びかけた後、「軍はまだ戦争画を描けと言っているがね、もうそれはあぶない、あぶない、控えた方がよい」。と語ったと伝えられている。

### サイパンの戦い

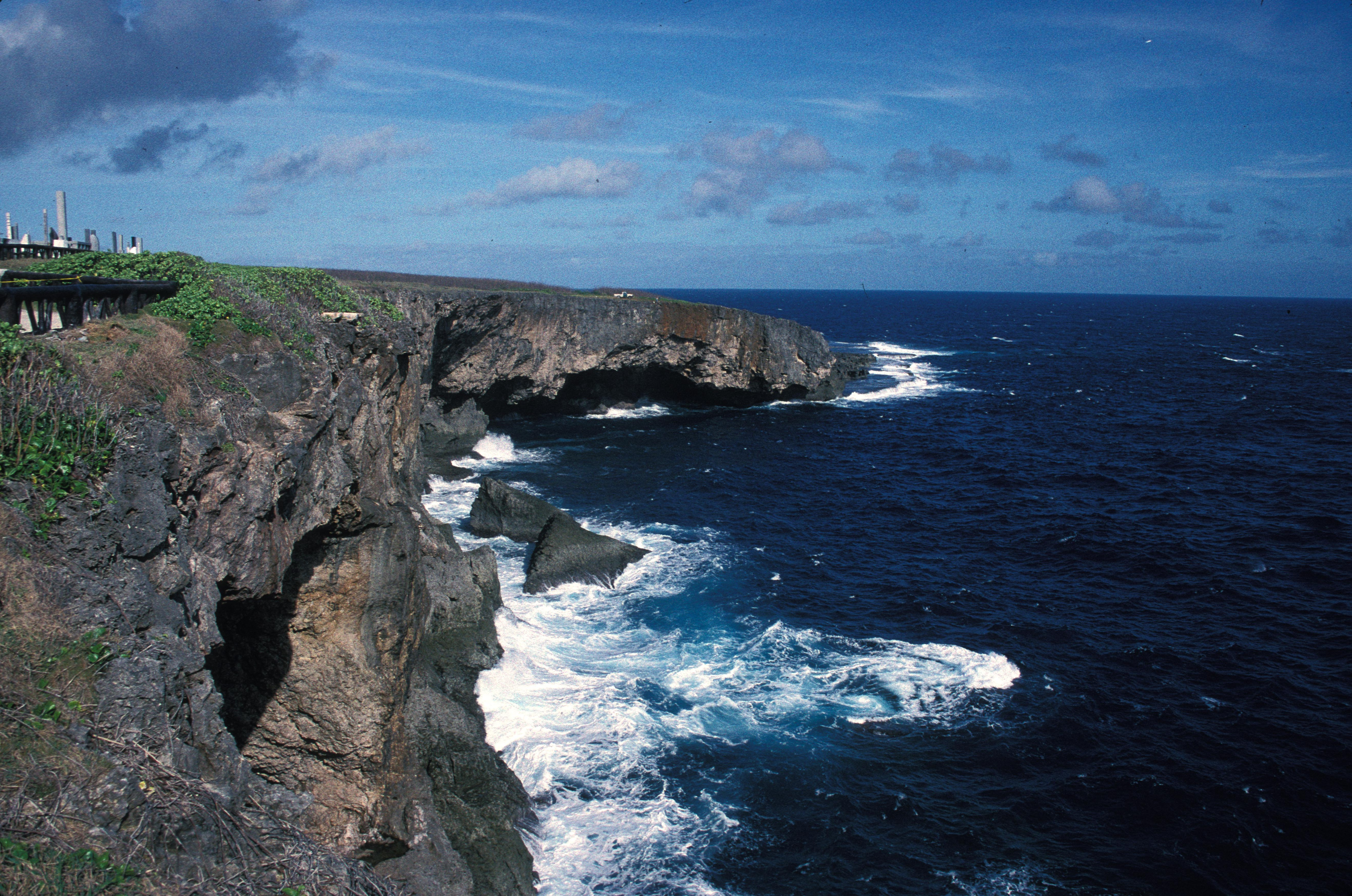
「サイパン島同胞臣節を全うす」は、このマッピ岬、通称バンザイクリフでの島民、傷痍軍人らの集団自決をテーマとした絵画である。

「サイパン島同胞臣節を全うす」の舞台となったサイパン島は、1914年の第一次世界大戦参戦後、当時ドイツ領であったマリアナ諸島への侵攻時に日本が占領し、大戦終了後は国際連盟の日本委任統治領、南洋諸島の一部となった。サイパン島には日本人が入植し、1944年には約4万の日本人が生活していた。
ミッドウェー海戦後、反攻に転じたアメリカ軍に対し、日本側は侵攻を食い止める防衛ラインの構築を急いだ。その中で決定されたのが絶対国防圏である。サイパン島を含むマリアナ諸島は絶対国防圏の最前線とされ、1944年2月にはマリアナ諸島などを統括する第31軍が創設された。第31軍は「我身ヲ以テ太平洋ノ防波堤タラン」をスローガンに絶対国防圏の死守を目指した。
サイパン島には陸海軍合わせて約4万3000人あまりの兵力が派遣され、1944年10月までには強固な陣地の構築を行うこととして兵器や物資の輸送も進められた。ところがアメリカ軍の潜水艦攻撃などによって、兵員や兵器、物資の輸送が思うように進まず、防衛計画の遂行は計画通り進まなかった。そのような中、日本側の予想よりも遥かに早い1944年6月11日、16万を超える大兵力でアメリカ軍のサイパン島攻略戦が始められた。開戦後間もなくサイパン島は孤立し、航空機による空爆、艦艇による艦砲射撃が繰り返された後の6月15日、アメリカ軍の上陸作戦が開始された。
準備が不十分な上に、予想を遥かに超えるスピードと兵員数で攻撃された日本側は後退を重ね、7月7日に日本軍は島民らとともに最後の玉砕攻撃を行った。玉砕攻撃後も生き残った兵士や島民たちは、サイパン島北端のマッピ岬へと追い詰められていき、そこで岬から身を投げるなどして集団自決していく。「サイパン島同胞臣節を全うす」はこのマッピ岬、通称バンザイクリフでの集団自決を題材とした絵画である。

### 制作と戦前の公開
前述のように藤田は1944年夏に神奈川県津久井郡小渕村に疎開し、疎開先で「薫空挺隊敵陣に強行着陸す」と「サイパン島同胞臣節を全うす」を制作する。「薫空挺隊敵陣に強行着陸す」、「サイパン島同胞臣節を全うす」はともに「昭和十九年度大東亜戦争陸軍作戦記録画計画」に基づいて藤田に制作を依頼した作品であると考えられる。藤田が木村荘八に送った手紙によれば、「薫空挺隊敵陣に強行着陸す」、「サイパン島同胞臣節を全うす」とも1945年3月16日に完成した。「サイパン島同胞臣節を全うす」は藤田が描いた最後の戦争画であり、結局戦争終盤まで藤田は戦争画を描き続けた。
サイパン島は民間人を巻き込んだ形での玉砕であったため、当然日本側による写真資料は無い。1944年8月19日付の朝日新聞では、アメリカのニュース週刊誌タイムから引用してサイパン島玉砕の光景について掲載したが、絵画の中にも描かれた極限状態にありながら悠然と髪を梳る女性を見たなど、この記事内容を参考にして「サイパン島同胞臣節を全うす」を描いたと推測されている。またアメリカ側の報道写真や映像で紹介されたバンザイクリフから飛び降りる人々の姿と「サイパン島同胞臣節を全うす」上の描写も類似しており、軍部と深い関係があった藤田は、軍部を通じてアメリカ側の写真や映像資料を入手、利用していた可能性が指摘されている。このように参考とした資料はあったと考えられるものの、基本的には藤田の想像によって「サイパン島同胞臣節を全うす」は制作された。
「薫空挺隊敵陣に強行着陸す」、「サイパン島同胞臣節を全うす」は、1945年3月から4月にかけて開催される計画の陸軍美術展に出展予定であったと考えられている。ところがアメリカ軍による空襲の激化や出品予定の作品制作の遅れによって、陸軍美術展の開催は4月にずれ込んだ。この間、同月8日には、他の戦争画とともに皇居に持ち込まれて、昭和天皇も作品を観る機会があった。かつて「サイパン島同胞臣節を全うす」は戦前、展示されなかったとの説があった。1945年の陸軍美術展は戦況の悪化もあってマスコミによる紹介も少なく、美術雑誌による紹介も終戦まで残った美術雑誌「美術」4月号に、解説無しの図版のみの紹介が載った程度であった。この「美術」4月号では「薫空挺隊敵陣に強行着陸す」は図版の中で紹介されたものの、「サイパン島同胞臣節を全うす」は紹介されていない。
それでも1945年4月13日の朝日新聞には、「サイパン島同胞臣節を全うす」を前に「人々は悲憤の涙を止め得ないでいた」と紹介しており、東京の後に東北各県を巡回した中で、福島県では福島民報が「サイパン島同胞の絵は全くつらい、戦争には絶対負けられないよ」との観覧者の感想が掲載されており、東京での陸軍美術展の後、東北各県の巡回展に出展されたことがわかっている。

### 戦後の公開
戦後、藤田は戦争画蒐集についてGHQから委託され、自らの作品を含む戦争画の蒐集に当たった。その中で「サイパン島同胞臣節を全うす」も蒐集対象となり、戦前の制作時の署名から、「T.Fujita 1945」とローマ字と西暦によるものに書き換え、また「我身ヲ以テ太平洋ノ防波堤タラン」との標語は抹消された。これは戦後、アメリカで絵の公開が行われることに備えたものとの説がある。
しかし実際にはアメリカで公開されることは無く、他の蒐集された戦争画とともに東京都美術館に保管された後、1951年7月26日にアメリカへと移送された。その後1970年に「無期限貸与」という形式でアメリカから戻り、東京国立近代美術館に保管されることになった。その後、戦争画の公開を巡り激しい論争が起こり、更に藤田嗣治未亡人の君代が戦争画の本格公開に難色を示し続けたため、藤田の回顧展での展示や書籍への掲載は思うように進まなかった。
21世紀に入って藤田君代の対応に軟化が見られるようになり、2002年には君代監修の画集の中で「アッツ島玉砕」、「サイパン島同胞臣節を全うす」など5作の戦争画が掲載され、2006年の藤田嗣治生誕120周年記念回顧展でも「アッツ島玉砕」、「サイパン島同胞臣節を全うす」を含む6点の戦争画が展示された。その後2009年に君代が亡くなり、君代の遺志に基づいてフランスで孤児院を運営する財団に著作権管理が委託されることになり、戦争画の展示、紹介に関するハードルは君代在世時よりも下がっている。

## 評価
終戦近くの1945年4月に公開された「サイパン島同胞臣節を全うす」は、前述のように終戦までに美術雑誌に取り上げられることは無かった。
「サイパン島同胞臣節を全うす」は、藤田が描いた戦争画の中では「アッツ島玉砕」と並ぶ名作とされ、戦争画の最高傑作とも評価されている。また戦後の「サイパン島同胞臣節を全うす」の評価は、軍の要求通りに戦意高揚を目的として「玉砕」を美化した作品であるとの説と、逆に戦争の悲惨さを描き出しているとの説がある。前者には「アッツ島玉砕」、「サイパン島同胞臣節を全うす」は、「敵愾心を燃え立たせ戦意昂揚をはかったことは、銃の打ち合いが描かれた絵と同じ」との意見がある。後者としては「死と向き合う人々の姿に迫り、見る者に鎮魂の思いを抱かずにはおかない迫真の画面を構成していて、単純な戦意高揚のために描かれたものではないと一見してわかる」や、「すでに宗教画の領域にある。単なる戦意昂揚絵画などというものではない。死期迫った群像を描き出して、これほどの人間臭を、生の重さを強く感じさせる絵は少ない」などという意見があり、会田誠もまた「「アッツ島玉砕」はともかく「サイパン島同胞臣節を全うす」は完全な反戦画」と評価している。
このような相反する説に関して、絵の二面性を指摘する意見もある。藤田は日本の敗北を予想しつつ「サイパン島同胞臣節を全うす」の制作を進めており、戦争終了後、アメリカ側に絵を接収されても言い訳が出来るように絵に二面性を持たせたとの説や、藤田は自らの画家としての表現を守り通すために、表面的には戦争協力の衣を纏い、その裏で自己の絵画表現を可能な限り描き出したものであるとの説がある。また椹木野衣と菊畑茂久馬との会談の中で、椹木が「（藤田は）画家としての魂までは国に捧げていないという意味で「本気ではない」」と語ったのを受け、菊畑は「「サイパン島同胞臣節を全うす」なんか、すでに旅立ちの準備をしていると感じる」と語っている。
また大谷省吾は、アメリカ軍に攻め込まれ捕虜になることを拒み自決していく人々を描いた「サイパン島同胞臣節を全うす」は、戦時下では一種の殉教図として機能して、アメリカを憎む気持ちを煽り立てる役目を果たし、まさに軍の望むプロパガンダ絵画の役目を果たしていたものが、戦後は戦争の悲惨さを訴える反戦の絵として捉えられるようになった、いわば文脈、そして時代によって絵の受け取られ方が正反対になる例として挙げている。そしてヨーロッパにおける美術アカデミーに匹敵するものの確立を求め続けた近代日本の洋画界にとって、「大画面構図、確かな描写力、グランドナラティブ、最高権力者からのパトロネージ」を備えた「サイパン島同胞臣節を全うす」は一つの到達点であると評価できるが、その到達点である本作品が集団自決を描いているという事実について、今度ともその意味を問い続けていかねばならないとの指摘がある。